# Glykogenese
Glykogenese er dannelse af glykogen fra glukose. Reaktionerne foregår i cytosolen i primært muskel- og leverceller efter glukose er transporteret ind gennem cellemembranen.
Glukose → Glukose-6-fosfat → Glukose-1-fosfat → UDP-Glukose → Glykogen
| Naturvidenskab | Spire Denne naturvidenskabsartikel er en spire som bør udbygges. Du er velkommen til at hjælpe Wikipedia ved at udvide den. |